# Talinopsis
Talinopsis é um gênero botânico da família Portulacaceae.